# U 486 (Kriegsmarine)
De U 486 was een Duitse U-boot van de VII C-klasse die het voormalige Belgische passagiersschip "Léopoldville" torpedeerde voor de kust van Cherbourg op kerstdag 1944. De U-boot stond onder bevel van Oberleutnant Gerhard Meyer.

## Geschiedenis
De U 486 werd op 12 april 1945, voor de kust van het Noorse Bergen, in positie 60° 44′ 0″ NB, 4° 39′ 0″ OL door torpedo's van de Britse onderzeeboot HMS Tapir dodelijk getroffen en zonk met alle 48 bemanningsleden. In maart 2013 werd de U 486 teruggevonden door een Noorse oliemaatschappij. Hij ligt op ongeveer 2 kilometer van een andere Duitse U-boot, de U 864.